# Bjarne Holmbom
Bjarne Richard Holmbom, född 28 september 1943 i Ingå, är en finländsk kemist.
Holmbom blev teknologie doktor 1978. Han var 1971–1978 forskare vid Finlands Akademi och 1978–1980 vid Stiftelsens för Åbo Akademi forskningsinstitut. Han blev 1980 biträdande professor i skogsprodukternas kemi vid Åbo Akademi och 1985 professor i skogsprodukternas kemi; forskarprofessor vid Åbo Akademi 1990–1995, akademiprofessor 1998–2003. Bjarne blev kallad till medlem i Suomalainen Tiedeakatemia - Academia Scientiarum Fennica år 2003. 
Holmbom har som forskare rört sig över ett brett fält, från undersökningar rörande tallolja till vattenmiljöforskning och skogsindustrins processkemi. Han har utvecklat en process för extraktion av steroler ur tallsåpa och identifierade som den förste i världen den mutagena föreningen MX. Tillsammans med sin forskargrupp har han upptäckt att kvistar i stammen hos olika trädslag är den rikaste källan till antioxidativa ämnen i naturen och har utvecklat teknik för utvinning av dessa bioaktiva ämnen. År 2005 erhöll Bjarne Finlands vetenskapspris och år 2008 erhöll han, tillsammans med forskarkollegan Christer Eckerman, Marcus Wallenbergpriset.